# Sosch
Die Sosch (russisch, ukrainisch, belarussisch Сож) ist ein 648 km langer linker Nebenfluss des Dnepr in Russland, in Belarus und in der Ukraine. 

## Flusslauf
Die Sosch entspringt in den Smolensker Höhen, 8 km südlich von Smolensk, und mündet nach 648 km von links in den Dnepr. Im Oberlauf markiert der Fluss auf einem kurzen Abschnitt die Grenze zwischen Russland und Belarus. In Belarus fließt er durch Homel, die zweitgrößte Stadt des Landes. Auf den letzten 25 km seines Laufes, bis zu seiner Mündung in den Dnepr bei Lojeu, etwa 60 km südlich von Homel, bildet er die belarussisch-ukrainische Staatsgrenze.